# Sicyonia
Genre
Sicyonia est un genre de crustacés décapodes dont les représentants ressemblent à des crevettes.

## Systématique
- Le genre Sicyonia a été décrit par le naturaliste français Henri Milne-Edwards en 1830[1].
- Le terme Sicyonia (Hübner, 1816)[2] désignait initialement un papillon, synonyme du genre heliconius.

### Nom vernaculaire
Les espèces du genre Sicyonia sont désignées sous le terme Boucot en français[réf. nécessaire]. Sur la côte atlantique ce crustacé est commercialisé sous la dénomination "crevette grise".

## Taxinomie
Selon World Register of Marine Species (15 avril 2016), Sicyonia comprend les espèces suivantes :
- Sicyonia abathophila Crosnier, 2003
- Sicyonia adunca Crosnier, 2003
- Sicyonia affinis Faxon, 1893
- Sicyonia aliaffinis Burkenroad, 1934 - boucot noisette
- Sicyonia altirostrum Crosnier, 2003
- Sicyonia australiensis Hanamura & Wadley, 1998
- Sicyonia benthophila de Man, 1907
- Sicyonia bispinosa De Haan, 1844 (De Haan, 1833-1850)
- Sicyonia brevirostris Stimpson, 1871 - boucot ovetgernade
- Sicyonia burkenroadi Cobb, 1971
- Sicyonia carinata Brünnich, 1768 - boucot méditerranéen
- Sicyonia curvirostris Balss, 1913
- Sicyonia dejouanneti Crosnier, 2003
- Sicyonia disdorsalis Burkenroad, 1934 - boucot carène
- Sicyonia disedwardsi Burkenroad, 1934
- Sicyonia disparri Burkenroad, 1934
- Sicyonia dorsalis Kingsley, 1878 - boucot nain
- Sicyonia fallax de Man, 1907
- Sicyonia furcata Miers, 1878
- Sicyonia galeata Holthuis, 1952 - sicyonie huppée
- Sicyonia inflexa Kubo,
- Sicyonia ingentis Burkenroad, 1938 - boucot du Pacifique
- Sicyonia japonica Balss, 1914
- Sicyonia komai Crosnier, 2003
- Sicyonia laevigata Stimpson, 1871
- Sicyonia laevis Spence Bate, 1881
- Sicyonia lancifer Olivier, 1811 - boucot chevalier
- Sicyonia longicauda Rathbun, 1906
- Sicyonia longicornis Crosnier, 2003
- Sicyonia martini Pérez Farfante & Boothe, 1981
- Sicyonia metavitulans Crosnier, 2003
- Sicyonia mixta Burkenroad, 1946
- Sicyonia nasica Burukovsky, 1990
- Sicyonia ocellata Stimpson, 1860
- Sicyonia olgae Pérez Farfante, 1980
- Sicyonia parafallax Crosnier, 1995
- Sicyonia parajaponica Crosnier, 2003
- Sicyonia parri Burkenroad, 1934
- Sicyonia parvula De Haan, 1844 (De Haan, 1833-1850)
- Sicyonia penicillata Lockington, 1878 - boucot cacahouette
- Sicyonia picta Faxon, 1893 - boucot cacahouette
- Sicyonia rectirostris de Man, 1907
- Sicyonia robusta Crosnier, 2003
- Sicyonia rocroi Crosnier, 2003
- Sicyonia rotunda Crosnier, 2003
- Sicyonia stimpsoni Bouvier, 1905 - boucot ocellé
- Sicyonia taiwanensis Crosnier, 2003
- Sicyonia trispinosa de Man, 1907
- Sicyonia truncata Kubo, 1949
- Sicyonia typica Boeck, 1864 boucot roitelet
- Sicyonia vitulans Kubo, 1949
- Sicyonia wheeleri Gurney, 1943